# Anachalypsicrinus
Anachalypsicrinus is een geslacht van zeelelies uit de familie Hyocrinidae.

## Soorten
- Anachalypsicrinus nefertiti A.M. Clark, 1973